# Jeffrey Jones
Jeffrey Duncan Jones, född 28 september 1946 i Buffalo, New York, är en amerikansk skådespelare. Jones är bland annat känd för sina roller i Amadeus (1984) och Fira med Ferris (1986).

## Brott
År 2002 blev Jeffrey Jones arresterad för innehav av barnpornografi och anklagades av en 14-årig pojke för uppmaning att posera för nakenbilder. Åtalet lades ned. Hans advokat betonade att det inte fanns några anklagelser om otillbörlig fysisk kontakt. Hans dömdes till fem års skyddstillsyn, rådgivning och kravet att registrera sig som sexförbrytare.
Sedan 2021 är Jeffrey Jones listad i det amerikanska justitiedepartementets nationella databas för sexförbrytare.
Jones har blivit arresterad två gånger för att han inte meddelat berörda myndigheter att han är registrerad sexförbrutare, först i Florida år 2004, sedan sex år senare i Kalifornien I Kalifornien måste registrerade sexförbrytare meddela sig med myndigheterna årligen.

## Filmografi (urval)
- 1970 – Revolutionären – Rödhårig radikal kommittémedlem (krediterad som Jeff Jones)
- 1978 – Oh, vilket bröllop! – Gäst (okrediterad)
- 1982 – The Soldier – Biträdande försvarsminister i USA
- 1983 – Easy Money – Clive Barlow
- 1984 – Amadeus – Kejsare Josef II
- 1985 – Transylvanien, var god och dröj! – Borgmästare Lepescu
- 1986 – Fira med Ferris – Rektor Ed Rooney
- 1986 – Howard the Duck – Dr. Walter Jenning
- 1987 – The Hanoi Hilton – Major Fischer
- 1988 – Beetlejuice – Charles Deetz
- 1988 – Ombytta roller på Baker Street – Kommissarie George Lestrade
- 1989 – Vem är Harry Crumb? – Elliot Draison
- 1989 – Valmont – Gercourt
- 1990 – Jakten på Röd Oktober – Dr. Skip Tyler
- 1992 – Tur i oturen – Matt Skearns / Peter Van Der Haven
- 1992 – Mom and Dad Save the World – Dick Nelson
- 1992 – TV-terror – "Spike"
- 1993 – Himmel och jord – Präst (okrediterad)
- 1994 – Ed Wood – The Amazing Criswell
- 1995 – Houseguest – Ron Timmerman
- 1996 – Häxjakten – Thomas Putnam
- 1997 – Djävulens advokat – Eddie Barzoon
- 1997 – The Pest – Gustav Shank
- 1997 – Santa Fe – Dr. Raskin	(okrediterad)
- 1997 – Flypaper – Roger
- 1998 – Fallout 2 (videospel) – Dick Richardson (röst)
- 1999 – Stuart Little – farbror Crenshaw Little
- 1999 – Ravenous – Colonel Hart
- 1999 – Sleepy Hollow – Reverend Steenwyck
- 2000 – Company Man – Senator Biggs
- 2001 – Heartbreakers – Mr. Appel
- 2001 – Dr. Dolittle 2 – Joe Potter
- 2001 – How High – Vice President
- 2002 – Par 6 – Lloyd Bator Jenkins
- 2004–2006 – Deadwood (TV-serie) – A.W. Merrick
- 2007 – Who's Your Caddy? – Cummings
- 2014 – 10.0 Earthquake – Marcus Gladstone
- 2016 – 7 Days – Sig själv
- 2019 – Deadwood: The Movie (TV-film) – A.W. Merrick

## Teater

### Roller
| År   | Roll | Produktion                         | Regi         | Teater                       |
| ---- | --- | ---------------------------------- | ------------ | ---------------------------- |
| 1979 | Pinheads manager Polisman i London Will Lord John Frederick Treves Understudy Belgisk polisman Understudy | The Elephant Man Bernard Pomerance | Jack Hofsiss | Booth Theatre, New York, USA |